# Championnats d'Asie de cyclisme sur route 2017
Navigation
Championnats d'Asie 2016 Championnats d'Asie 2018
Les Championnats d'Asie de cyclisme sur route 2017 ont lieu du 24 février au 2 mars 2017 à Manama à Bahreïn. 
Bahreïn organise les championnats pour la première fois.
En même temps que les 37e championnats d'Asie sur route élites, ont lieu les 24e championnats d'Asie sur piste juniors (moins de 19 ans) et les 6e championnats d'Asie sur piste paracyclistes.
Jusqu'en 2016, les championnats d'Asie de cyclisme sur piste et sur route sont organisés ensemble. À partir de 2017, ils ont lieu séparément. La décision d'autoriser des villes hôtes distinctes pour chaque discipline a été prise au congrès de la Confédération asiatique de cyclisme de janvier à Tokyo, après les championnats de 2016 au Japon. L'objectif est de permettre aux petits pays asiatiques qui ne disposent pas de vélodrome de pouvoir postuler à l'organisation des épreuves sur route.

## Résultats des championnats

### Épreuves masculines
| Hommes - Élites              | |                                                                                                  |                                                                                         |
| Course en ligne              | Park Sang-hong                                                                                                  | Yousif Mirza                                                                                     | Zhandos Bizhigitov                                                                      |
| Contre-la-montre             | Dmitriy Gruzdev                                                                                                 | Choe Hyeong-min                                                                                  | Cheung King Lok                                                                         |
| Contre-la-montre par équipes | Kazakhstan Alexey Lutsenko Dmitriy Gruzdev Andrey Zeits Daniil Fominykh Zhandos Bizhigitov Bakhtiyar Kozhatayev | Japon Takeaki Amezawa Yukiya Arashiro Nariyuki Masuda Rei Onodera Ryota Nishizono Hayato Okamoto | Hong Kong Leung Chun Wing Ko Siu Wai Cheung King Lok Ho Burr Leung Ka Yu Mow Ching Ying |
| Hommes - Espoirs             | |                                                                                                  |                                                                                         |
| Course en ligne              | Hayato Okamoto                                                                                                  | Yevgeniy Gidich                                                                                  | Mohammad Ganjkhanlou                                                                    |
| Contre-la-montre             | Rei Onodera | Zheng Zhang                                                                                      | Yuriy Natarov                                                                           |
| Hommes - Juniors             | |                                                                                                  |                                                                                         |
| Course en ligne              | Daniil Marukhin                                                                                                 | Igor Chzhan                                                                                      | Amir Hossein Jamshidian                                                                 |
| Contre-la-montre             | Igor Chzhan | Ze Yu                                                                                            | Iskandarbek Shodiev                                                                     |

### Épreuves féminines
| Femmes - Élites  |                     |                   |                             |
| Course en ligne  | Qianyu Yang         | Na Ah-reum        | Miho Yoshikawa              |
| Contre-la-montre | Hongyu Liang        | Ju Mi Lee         | Yumi Kajihara               |
| Femmes - Espoirs |                     |                   |                             |
| Course en ligne  | Chiayun Li          | Yao Pang          | Rinata Akhmetcha            |
| Contre-la-montre | Yekaterina Yuraitis | Yao Pang          | Razan Soboh                 |
| Femmes - Juniors |                     |                   |                             |
| Course en ligne  | Yue Chang           | Misuzu Shimoyama  | Chaniporn Batriya           |
| Contre-la-montre | Qiao Kang           | Marina Kurnossova | Liontin Evangelina Setiawan |

## Tableau des médailles
| Rang  | Nation              | Or | Argent | Bronze | Total |
| ----- | ------------------- | -- | ------ | ------ | ----- |
| 1     | Kazakhstan          | 5  | 3      | 3      | 11    |
| 2     | Chine               | 3  | 2      | 0      | 5     |
| 3     | Japon               | 2  | 2      | 2      | 6     |
| 4     | Corée du Sud        | 1  | 3      | 0      | 4     |
| 5     | Hong Kong           | 1  | 2      | 2      | 5     |
| 6     | Taipei chinois      | 1  | 0      | 0      | 1     |
| 7     | Émirats arabes unis | 0  | 1      | 0      | 1     |
| 8     | Iran                | 0  | 0      | 2      | 2     |
| 9     | Indonésie           | 0  | 0      | 1      | 1     |
| 9     | Jordanie            | 0  | 0      | 1      | 1     |
| 9     | Ouzbékistan         | 0  | 0      | 1      | 1     |
| 9     | Thaïlande           | 0  | 0      | 1      | 1     |
| Total | Total               | 13 | 13     | 13     | 39    |